# Craspedolepta terminata
Craspedolepta terminata är en insektsart som beskrevs av Loginova 1962. Craspedolepta terminata ingår i släktet Craspedolepta och familjen rundbladloppor. Inga underarter finns listade i Catalogue of Life.